# Jakob Schetelig
Jakob Grubbe Cock Schetelig, född 18 december 1875 i Asker, Akershus amt, död 17 oktober 1935, var en norsk geolog och mineralog, bror till Haakon Shetelig, systerson till Tord Pedersen. 
Schetelig blev 1917 professor vid Kristiania universitet. Han nedlade ett stort vetenskapligt arbete kring norska mineraler, särskilt från pegmatitgångar och utgav tillsammans med W.C. Brøgger en serie geologiska kartor över Oslofältet.